# Radisson Collection Hotel Warsaw
Radisson Collection Hotel Warsaw, do 2018 Radisson Blu Centrum Hotel Warsaw – pięciogwiazdkowy hotel w Warszawie znajdujący się przy ul. Grzybowskiej 24. 

## Opis
Hotel dysponuje 311 pokojami, dwiema restauracjami, barem, centrum konferencyjnym i centrum fitness wraz z krytym basenem.
Do 2018 działał pod nazwą Radisson Blu Centrum Hotel Warsaw. Po remoncie wznowił działalność w maju 2019 roku.
Hotel należy do międzynarodowej sieci Radisson Hotel Group. Jest jednym z dwóch obiektów tej sieci w Warszawie (obok hotelu Radisson Blu Sobieski).